# Paradibolia philippinica
Paradibolia philippinica es una especie de insecto coleóptero de la familia Chrysomelidae. Fue descrita científicamente en 1993 por Medvedev.